# فرهنگ در آفریقای جنوبی

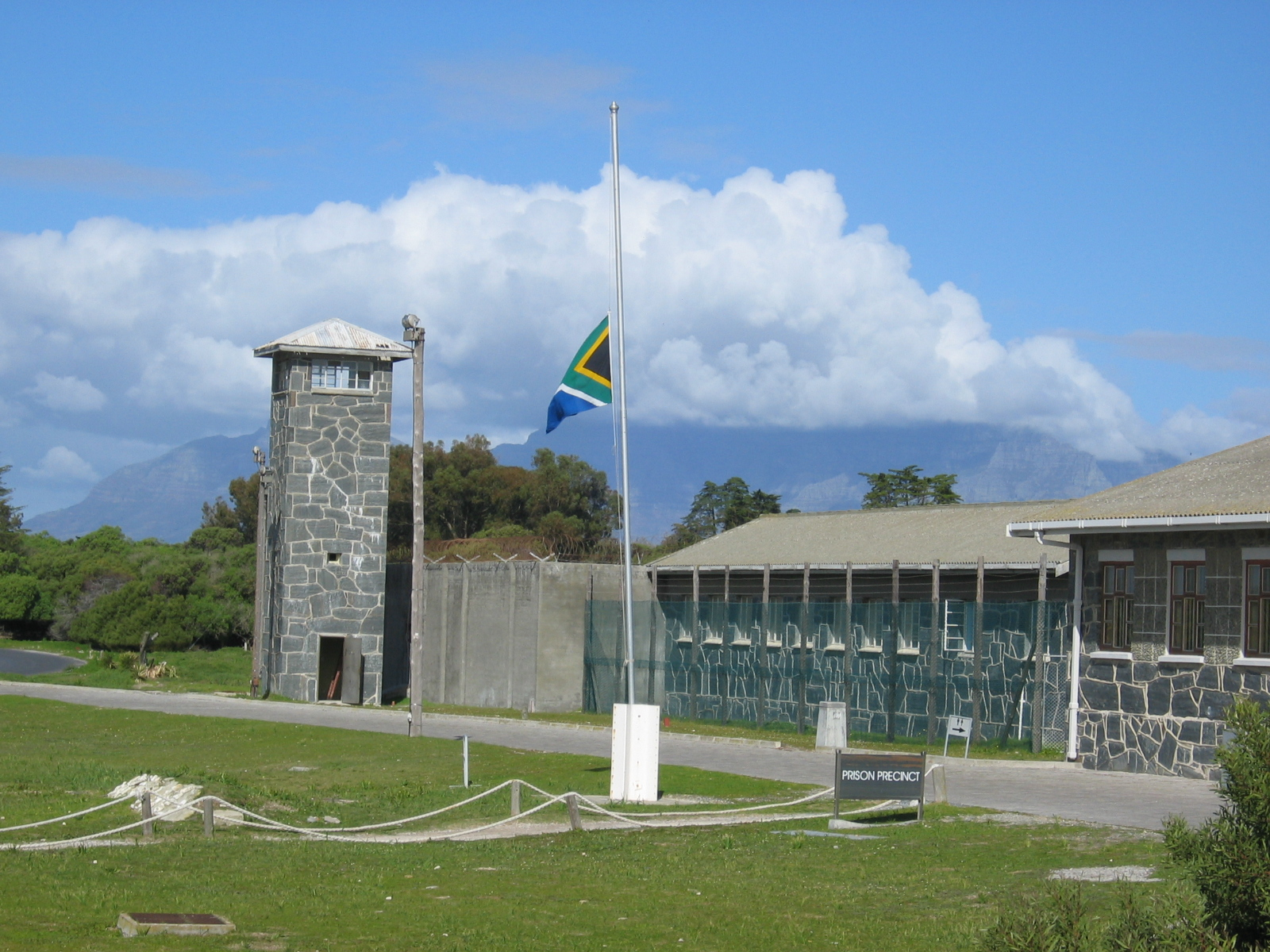
ساختمان زندان در جزیره روبن محل نگهداری چندین مبارز آپارتاید /ضد آپارتاید شامل نلسون ماندلا که ۲۸سال در این زندان زندانی بود و در نهایت درزمان ریاست جمهوری کلرک آزاد شد. جزیره روبن جزو میراث فرهنگی سازمان یونسکو است.

به علت تنوع نژادی در کشور آفریقای جنوبی، فرهنگ " واحدی " در این کشور نمی‌توان یافت. امروزه تنوع غذایی در این کشور که متأثر از فرهنگ‌های مختلف حاضر در آن است باعث شده جهانگردان و حتی به سرمایه‌گذاری در تهیه آن دست بزنند. علاوه بر غذا، موسیقی و رقص هم از نمادهای فرهنگی این کشور هستند.
سبک غذا در آفریقای جنوبی بسیار وابسته به گوشت است و معمولاً در مجالسی با نام " برائی (braai) مورد استفاده قرار می‌گیرد. همچنین آفریقای جنوبی یک تولیدکننده قوی مشروب تبدیل شده‌است و برخی از بهترین تاکستان‌های جهان در دره‌های اطراف استلن بوش فرانس چوک پارل باری دال قرار دارند.
موسیقی آفریقای جنوبی نیز بسیار متنوع است. بسیاری از نوازندگانی که در دوران آپارتاید به زبان انگلیسی یا آفریکانس می‌خوانده‌اند سبک منحصر به فردی با نام واتیو (Kwaito) را پدید اورده‌اند. از میان این افراد می‌توان به برندافاسی اشاره کرد. که با آهنگ “Weekend Special” که به زبان انگلیسی خواند به شهرت رسید.
از دیگر خوانندگان معروف می‌توان به لیدی اسمیت بلک مامبازو اشاره کرد و همچنین سوتو استرینگ کوارتت که موزیک کلاسیک را به سبک آفریقایی اجرا می‌کند. خوانندگان سفیدپوست و رنگین‌پوست آفریقایی از سبک آفریقایی سنتی کمتر استفاده می‌کنند و بیشتر به سبک‌های اروپایی مانند گروه‌های متال غربی (سیثر) تمایل نشان می‌دهند. موسیقی آفریکانس دارای گونه‌های مختلفی است مانند استیو هافمیر معاصر و گروه پانک راک فوکوف پلی سیکار.

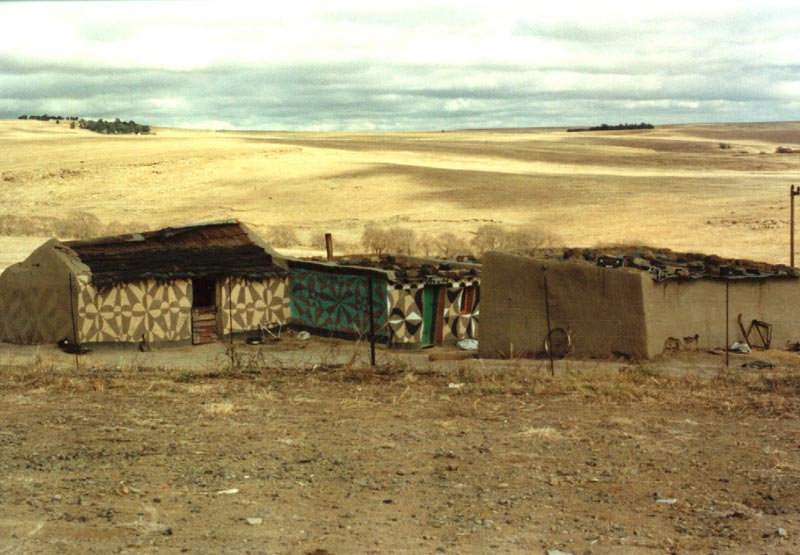
خانه‌هایی در کوه‌های دراکنزبرگ.

اکثریت جمعیت سیاه‌پوست این کشور هنوز در مناطق روستایی زندگی می‌کنند و از زندگی ساده و فقیرانه‌ای برخوردارند. با این وجود موسیقی، و رقص سنتی توسط همین مردم زنده مانده‌است و هر چه سیاه پوستان شهری یا غرب زده می‌شوند فرهنگ و سنت شان کمرنگ تر می‌شود. اغلب سیاه پوستان شهرنشین علاوه بر زبان ماروی خود زبان انگلیسی یا آفریکانس صحبت می‌کنند متکلمان به زبان هایب خویسان که به زبان‌های رسمی نیستند بسیار اندک هستند این زبان یکی از هشت زبان به رسمیت شناخته شده در آفریقای جنوبی است عده اندکی از مردم هم به زبان‌های در معرض انقراض صحبت می‌کنند و عمده آن‌ها از قبیله khoi – sau هستند که از موقعیت‌های اجتماعی پایینی برخوردار است با این وجود تعدادی از گروه‌های اقلیت تلاش می‌کند از زبان‌های در حال انقراض بیشتر استفاده‌کننده و آن‌ها را زنده نگه دارند.
شیوه زندگی اقلیت سفیدپوست بسیار شبیه به شیوه زندگی سفید پوستان اروپای غربی آمریکای شمالی و استرالیا است.
علی‌رغم تبعیضات گسترده تحت تأثیر آپارتاید رنگین پوستان ترجیح می‌دهند با سفید پوستان ارتباط برقرا کنند تا سیاه پوستان و به خصوص رنگین پوستانی که به زبان آفرکانس صحبت می‌کنند زبان و مذهبی مشابه زبان و مذهب آفریقایی‌های سفید پوستان دارند.

آسیایی‌های ساکن آفریقای جنوبی که اغلب از هند به اینجا آمده‌اند فرهنگ، زبان و عقاید مذهبی خود را حفظ کرده‌اند و مسیحی هندو یا سنی هستند و به انگلیسی صحبت می‌کنند و عده‌ای هم به گوجاراتی و زبان تامیل سخن می‌گویند اغلب هندی‌ها توسط کشتی معروف ترورو (Truro) به عنوان خدمتکاران قرار دادی به ناتال وارد شدند و در مزارع نیشکر به خدمت گرفته شدند چینی‌ها بعد از هندی‌ها در رده دوم مهاجران آفریقای جنوبی قرار دارند و با افزایش مهاجرت از تایوان تعدادشان در حال افزایش است. از آنجا که طبق آپارتاید تایوانی‌ها سفیدپوست هستند و نه آسیایی فرهنگشان نیز بیشتر به سفید پوستان شبیه‌است تا به بقیه مردم شرق آسیا.